# Алмазов, Никита Игоревич
Никита Игоревич Алмазов (род. 9 апреля 2004, Калуга) — российский хоккеист, нападающий.

## Биография
Начинал заниматься хоккеем в «Космосе» (Калуга). С 2015 года — в подольском «Витязе». С сезона 2021/22 стал играть в команде МХЛ «Русские витязи». 20 сентября 2023 года в гостевом матче против «Торпедо» (1:3) дебютировал в составе «Витязя» в КХЛ. С 2024 года также игрок фарм-клуба «Юнисон-Москва».